# USS LST-916
O USS LST-916 foi um navio de guerra norte-americano da classe LST que operou durante a Segunda Guerra Mundial.